# Barnham (Sussex de l'Ouest)
Pour les articles homonymes, voir Barnham.
Barnham est une paroisse civile et un village de 1 391 habitants (2011) du district d'Arun, dans le comté du Sussex de l'Ouest, en Angleterre.